# Ильиных, Владимир Андреевич
Владимир Андреевич Ильиных (род. 16 октября 1955,  село Половинное, Краснозёрский район, Новосибирская область, РСФСР, СССР) — российский историк, специалист по аграрной истории России в советский период. Доктор исторических наук (1998). 

## Биография
Родился 16 октября 1955 года в селе Половинное Новосибирской области. 
В 1978 году окончил гуманитарный факультет Новосибирского государственного университета, после чего продолжил обучение в аспирантуре. В 1985 году под научным руководством доктора исторических наук, профессора Н. Я. Гущина защитил диссертацию на соискание учёной степени кандидата исторических наук по теме «Классовая борьба в сибирской деревне в условиях нэпа (1924—1927 гг.)» (специальность 07.00.02 — История СССР).
С 1985 года — младший научный сотрудник, научный сотрудник, старший научный сотрудник Института истории, филологии и философии СО АН СССР (с 2007 года — Института истории СО РАН). В 1995—2020 годах — заведующий сектором аграрной истории, а с 2020 года — аграрной и демографической истории. 
В 1998 году в ОИИФФ СО РАН в форме научного доклада защитил диссертацию на соискание учёной степени доктора исторических наук по теме «Государственное регулирование сельскохозяйственного рынка Сибири в условиях нэпа, 1921—1928 гг.» (специальность 07.00.02 — Отечественная история) (научный консультант — член-корреспондент РАН, доктор исторических наук, профессор Л. М. Горюшкин).
В 2003—2019 годах был главным (ответственным) редактором журнала «Гуманитарные науки в Сибири».

## Научная деятельность
Сфера научных интересов Ильиных — аграрный рынок Сибири в период нэпа, хлебозаготовительная и налогово-податная политика советского государства в 1920-1950-е годы, эволюция и трансформация крестьянского хозяйства в первой половине XX века, тенденции и этапы процесса раскрестьянивания деревни, поиск модели устойчивого развития сельскохозяйственного региона.
Предложил оригинальную концепцию социальной мобильности крестьянства в первой трети XX века, детально проанализировал генезис и развитие «урало-сибирского» метода хлебозаготовок. Впервые в российской историографии исследовал социально-экономические и демографические процессы внутри единоличного крестьянства и предложил принципы их стратификации. Разработал концепцию смены моделей и субмоделей аграрного строя. Сформулировал важные теоретические выводы о преобладании в начале XX века демографических факторов дифференциации сибирского крестьянства над социальными, о хлебозаготовках как центральном звене противостояния крестьянства и государства в середине 1920-х годов, о превалировании в сфере государственного регулирования аграрного рынка в период нэпа тенденции к усилению административного вмешательства в процесс ценообразования, монополизации и централизации над либеральной тенденцией, о завершении процесса раскрестьянивания сибирской деревни в 1970-е годы.
Является автором и соавтором более 300 научных работ, в том числе 23 монографий, 2 энциклопедических изданий и 11 сборников документов, материалов и хроникально-документальных изданий. Ведёт большую работу по публикации ранее не введенных в научный оборот исторических источников.

## Научные труды

### Диссертации
- Ильиных В. А. Классовая борьба в сибирской деревне в условиях нэпа (1924—1927 гг.): Дис. ... канд. ист. наук / Новосибирский гос. ун-т — Новосибирск, 1985 — 260 с.
- Ильиных В. А. Государственное регулирование сельскохозяйственного рынка Сибири в условиях нэпа, 1921—1928 гг.: Автореф. дис. докт. ист. наук / Институт истории СО РАН — Новосибирск, 1998 — 53 с.

### Монографии
- Ильиных В. А., Гущин Н. Я. Классовая борьба в сибирской деревне (1920-е — середина 1930-х гг.). Новосибирск, 1987. 336 с.
- Ильиных В. А. и др. Крестьянство и сельское хозяйство Сибири. 1960—1980-е гг. Новосибирск, 1991. 493 с.
- Ильиных В. А. Коммерция на хлебном фронте (государственное регулирование хлебного рынка в условиях нэпа. 1921—1927 гг.). Новосибирск, 1992. 224 с.
- Ильиных В. А., Ноздрин Г. А. Очерки истории сибирской деревни. Новосибирск, 1995. 280 с.
- Ильиных В. А. «Масляная война» 1923—1928 гг. в Сибири (государство, кооперация и частный капитал на заготовительном рынке в условиях нэпа). Новосибирск, 1996. 98 с.
- Ильиных В. А., Бадалян Т. М., Карпунина И. Б., Мелентьева А. П. Очерки истории крестьянского двора и семьи в Западной Сибири. Конец 1920-х — 1980-е гг. Новосибирск, 2001. 188 с.
- Ильиных В. А., Долголюк А. А., Ламин В. А., Пленкин В. Ю., Тимошенко А. И. Сибирь: проекты XX века (начинания и реальность). Новосибирск, 2002. 302 с.
- Ильиных В. А., Карпунина И. Б., Мелентьева А. П. Сельское население Западной Сибири в 1960—1980-е гг. (факторы, тенденции и результаты социально-демографической адаптации). Новосибирск, 2003. 190 с.
- Ильиных В. А. Налогово-податное обложение сибирской деревни. Конец 1920-х — начало 1950-х гг. Новосибирск, 2004. 165 с.
- Ильиных В. А. Государственное регулирование сельскохозяйственного рынка Сибири в условиях нэпа. Новосибирск, 2005. 284 с.
- Ильиных В. А., Ноздрин Г. А. Сельское хозяйство Сибири в 1890—1920-е гг. Новосибирск, 2007. 170 с.
- Ильиных В. А. и др. Аграрные преобразования и сельское хозяйство Сибири в XX веке. Очерки истории. Новосибирск, 2008. 308 с.
- Ильиных В. А. Хроники хлебного фронта (заготовительные кампании конца 1920-х гг. в Сибири). Москва, 2010. 343 с.
- Ильиных В. А. Аграрная политика советского государства и сельское хозяйство Сибири в 1930-е гг. Новосибирск, 2011. 608 с.
- Ильиных В. А. и др. Хозяйственное освоение и социально-демографические процессы в Сибири в XX — начале XXI века. Новосибирск, 2012. 256 с.
- Ильиных В. А. и др. Сельское хозяйство Сибири в XX веке: проблемы развития и кризисы. Новосибирск, 2012. 408 с.
- Ильиных В. А., Рынков В. М. Десятилетие потрясений: сельское хозяйство Сибири в 1914—1924 гг. Новосибирск, 2013. 244 с.
- Ильиных В. А., Исаев В. И., Романов Р. Е., Андреенков С. Н., Куперштох Н. А. Мобилизационная стратегия хозяйственного освоения Сибири: программы и практики советского периода (1920—1980-е гг.). Новосибирск, 2013. 382 с.
- Ильиных В. А., Рынков В. М. Земельные органы Сибири в 1920-е гг. Новосибирск, 2015. 608 с.
- Ильиных В. А. и др. Проекты преобразования аграрного строя Сибири в XX в.: выбор путей и методов модернизации. Новосибирск, 2015. 298 с.
- Ильиных В. А., Андреенков С. Н., Орлов Д. С. Сельское хозяйство Западной Сибири во второй половине 1960-х — 1980-е гг.: динамика, организационно-производственная и отрослевая структура. Новосибирск, 2018. 304 с.
- Ильиных В. А., Лапердин В. Б. Хлебозаготовки в Сибири в 1930-е годы. Новосибирск, 2020. 507 с.
- Ильиных В. А. Сельскохозяйственная статистика в Сибири (1920—1930-е гг.). Новосибирск, 2022. 202 с.

### Справочно-энциклопедические издания
- Ильиных и др. Энциклопедический словарь по истории купечества и коммерции Сибири. Том 1. Новосибирск, 2012. 450 с.
- Ильиных и др. Энциклопедический словарь по истории купечества и коммерции Сибири. Том 2. Новосибирск, 2013. 464 с.